# Close to a World Below
Close to a World Below è il quarto album in studio della band death metal statunitense Immolation pubblicato nel 2000 dalla Metal Blade Records. Molti dei fan considerano questo album il loro apice musicale.

## Tracce
1. Higher Coward – 5:00
2. Father, You're Not A Father – 5:02
3. Furthest From The Truth – 4:26
4. Fall From A High Place – 4:37
5. Unpardonable Sin – 4:34
6. Lost Passion – 5:40
7. Put My Hand In The Fire – 4:12
8. Close to a World Below – 8:30

## Formazione
- Ross Dolan – voce, basso
- Robert Vigna – chitarra
- Thomas Wilkinson – chitarra
- Alex Hernandez – batteria